# Novaïa Maïna
Novaïa Maïna (Новая Майна) est une commune urbaine de Russie de type bourg ouvrier, située dans le raïon de Melekess de l'oblast d'Oulianovsk. C'est le siège administratif de l'établissement urbain de Novaïa Maïna qui comprend six localités: Chtcherbakovka (84 habitants), Novaïa Maïna (5 029 habitants), Tchiornaïa Retchka (297 habitants), Troujenik (96 habitants), Verkhni Melekess (588 habitants) et Zaretchnaïa Sloboda (19 habitants). 

## Géographie
Le bourg ouvrier de Novaïa Maïna se trouve à 8 km au sud-est de la ville de Dimitrovgrad, au bord de la rivière Maly Avral.

## Histoire
Novaïa Maïna (Maïna-la-Nouvelle) a été fondée à la fin du XVIIIe siècle (entre 1770 et 1780) quand cinquante-six familles de briquetiers venues du village de Maïna (aujourd'hui Staraïa Maïna, soit Maïna-la-Vieille) sont venues s'y installer pour la construction d'une prison d'étape (sur la route de la Sibérie).
En 1780у, Novaïa Maïna, placée sous la dépendance de la province de Simbirsk (devenue en 1796 le gouvernement de Simbirsk) et l'ouïezd de Stavropol, compte 256 âmes (paysans économiques). En 1851, le village fait partie de l'ouïezd de Stavropol du gouvernement de Samara. Il y avait au milieu du XIXe siècle, 167 foyers, trois manufactures, une école de village, un bureau de poste et une église orthodoxe. Jusqu'en 1928, le village est le siège d'une volost comprenant en outre Filippovka (à 15 km au sud), Verkhni Melekess (à 5 km au sud), Novy Melekess (plus tard devenu quartier de la bourgade), Moïsseïevka (à 10 km au sud), Sredniaïa Iakouchka (à 2 km à l'est) et Nijniaïa Iakouchka (à 5 km au nord).
L'artel Novaïa Maïna est formé en 1928 avec 27 exploitations et la coopérative Prima. L'année 1930 voit la formation du kolkhoze Rykov, devenu peu après le kolkhoze Molotov, puis Russie (Rossia). Le comité exécutif du parti communiste du raïon de Melekess et des députés des travailleurs du kolkhoze Russie, le réorganise en sovkhoze de Tcheremchan.
Novaïa Maïna fait partie de l'oblast d'Oulianovsk en 1943. Par décision du comité exécutif du soviet régional des députés ouvriers d'Oulianovsk du 20 octobre 1973, Novaïa Maïna devient commune urbaine de type bourg ouvrier. En 2005, Novaïa devient le siège administratif de l'établissement urbain du même nom.

## Population
| Année | Habitants |
| ----- | --------- |
| 1979  | 4615      |
| 1989  | 5662      |
| 2002  | 6505      |
| 2010  | 5948      |
| 2016  | 5778      |
| 2018  | 5605      |
| 2021  | 5059      |

## Infrastructures
Il existe à Novaïa Maïna la manufacture textile de Novaïa Maïna NOMATEX («НОМАТЕКС») (fondée en 1961), plusieurs exploitations agricoles d'importance, des magasins et cafés et des petites entreprises.
La commune dispose de deux écoles secondaires, de trois jardins d'enfants et d'un petit hôpital.

## Lieux à visiter
- Église orthodoxe Notre-Dame-de-Kazan[5],[6],[7], dépendant de l'éparchie de Melekess.
- Parc central avec deux monuments: l'obélisque en hommage aux soldats morts de la Grande Guerre patriotique (1957)[8], et le tableau d'honneur[4].

## Transport
L'autocar n° 172 mène à Dimitrovgrad.